# Isaac Bustos
Isaac Bustos (ur. 16 lutego 1975 w Meksyku) – meksykański bokser, były zawodowy mistrz świata wagi słomkowej (do 105 funtów) organizacji WBC.
Karierę zawodową rozpoczął 15 lutego 1995. Do sierpnia 2004 stoczył 32 walki, z których wygrał 23 a 6 przegrał i 3 zremisował. W tym okresie w latach 2000-2003 był mistrzem NABF w wadze słomkowej. W obronie tytułu pokonał m.in. rodaka Edgara Sosę późniejszego mistrza WBC w wadze junior muszej. 
18 grudnia 2004 w Tokio przystąpił do pojedynku o tytuł mistrza świata organizacji WBC w wadze słomkowej. Wygrał z broniącym tytułu Tajem Eagle Den Junlaphanem. W 4 rundzie Taj doznał kontuzji prawego ramienia i musiał poddać walkę. Już przy pierwszej próbie obrony tytułu, 4 kwietnia 2005, został pokonany jednogłośnie na punkty przez Japończyka Katsunari Takayamę.
Kolejną szansę walki o tytuł mistrza świata, tym razem organizacji WBO otrzymał 18 lutego 2006. Przegrał jednogłośnie na punkty z Portorykańczykiem Ivánem Calderónem. Po dwóch kolejnych porażkach przed czasem (m.in. z Daiki Kamedą) zakończył karierę. Po raz ostatni wystąpił w ringu 16 maja 2009.